# Le Schpountz
Le Schpountz è un film del 1938 diretto da Marcel Pagnol.

## Trama
Irenée Fabre, un commesso ingenuo e naïf, cresciuto, con il fratello Casimir, dallo zio Baptiste, sogna di diventare una stella del cinema. Quando nel suo paese arriva una troupe cinematografica, i suoi sogni sembrano avverarsi. Si presenta e i cineasti gli dicono che lui è un perfetto "schpountz". La parola non esiste, ma nel gergo dei cineasti indica chi ha velleità d'attore e a Irenée fanno credere sia una parola che indica una vedette come Greta Garbo. I cineasti gli propongono un contratto mirabolante ma Irenée non si rende conto che è una burla, nonostante venga avvisato da Françoise, un'impiegata della troupe. Lo zio lo prende in giro, ma Irenée è determinato e parte per Parigi, credendo di andare a girare il suo primo film in qualità di star. Lo scherzo si rivela crudele e Irenée si rende finalmente conto di essere stato preso in giro.
Per sua fortuna, Françoise, l'impiegata che l'aveva avvisato che si trattava di uno scherzo ma che non era stata creduta, prova simpatia per lui e lo aiuta a trovare un lavoro come trovarobe per il cinema. Su richiesta di Françoise, l'impresario Meyerboom, direttore degli studi cinematografici, affida a Irenée un ruolo in un film. Alla fine Irenée riesce così a fare l'attore e diventa una celebrità in ruoli comici. Torna allora al suo paese, come trionfatore. Sposa Françoise ed è l'orgoglio della famiglia.

## Comicità francese
Cristina Bragaglia ha scritto che il film, una satira sul mondo del cinema, rientra nella tendenza comica del cinema francese degli anni Trenta fino a preannunciare il nostro neorealismo rosa degli anni Cinquanta, come, ad esempio, «la serie di Pane, amore e...». Il film, continua Bragaglia, «annovera anche un attore e caratterista come Fernandel, che proprio con Pagnol raggiunge il successo (fino a diventare quasi il simbolo della comicità francese) (...) anche grazie all'interpretazione di Le Schpountz», cui seguirà La moglie del fornaio con Raimu, un altro degli attori di Pagnol.